# Liste der Stolpersteine in Gorinchem

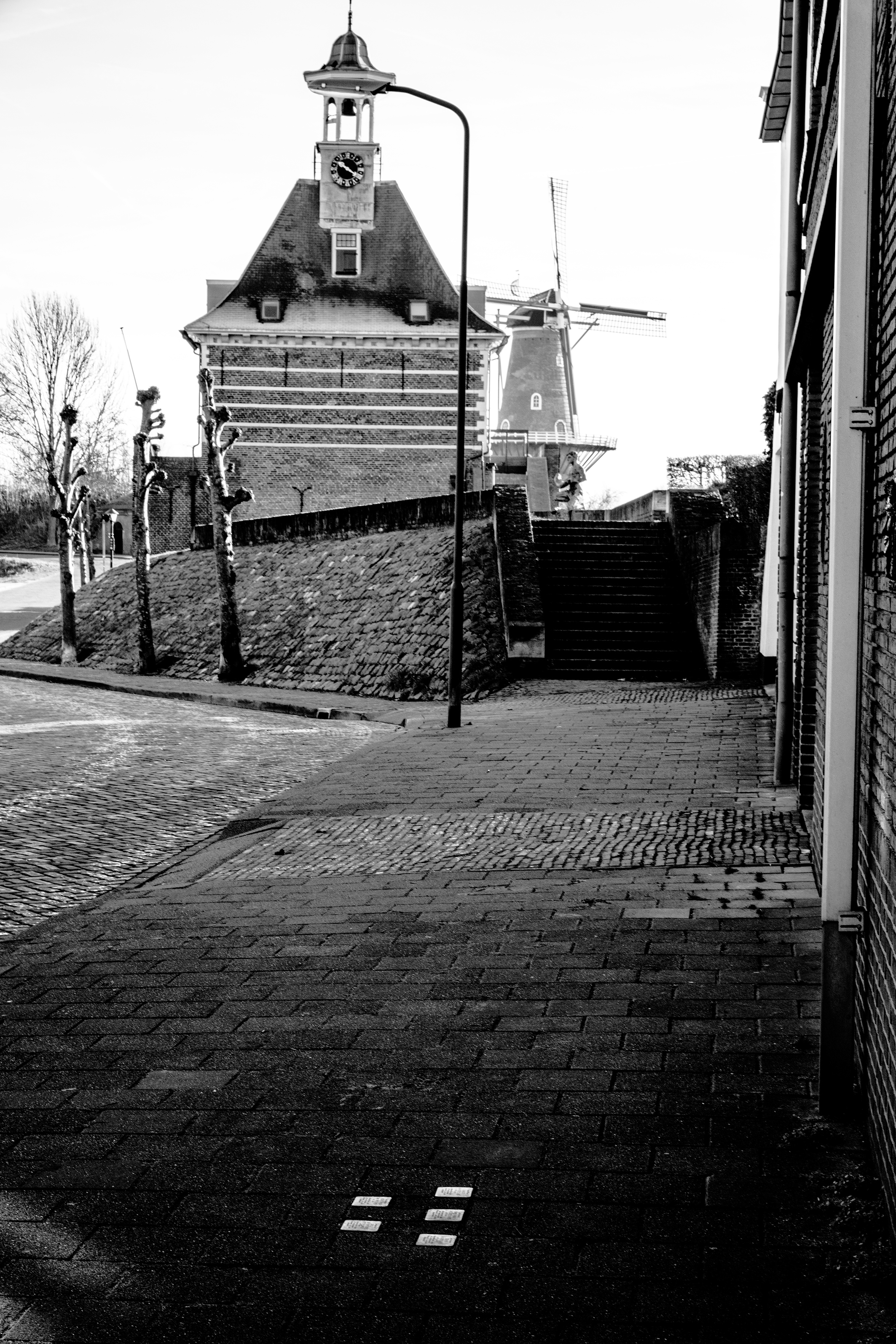
Stolpersteine in Gorinchem

Die Liste der Stolpersteine in Gorinchem umfasst die Stolpersteine, die vom deutschen Künstler Gunter Demnig in Gorinchem verlegt wurden, einer Gemeinde im Südosten der niederländischen Provinz Zuid-Holland. Stolpersteine sind Opfern des Nationalsozialismus gewidmet, all jenen, die vom NS-Regime drangsaliert, deportiert, ermordet, in die Emigration oder in den Suizid getrieben wurden. Demnig verlegt für jedes Opfer einen eigenen Stein, im Regelfall vor dem letzten selbst gewählten Wohnsitz.
Die ersten Verlegungen in dieser Gemeinde fanden am 1. Dezember 2016 statt.

## Verlegte Stolpersteine
In Gorinchem wurden 46 Stolpersteine an 13 Adressen verlegt.
| Stolperstein | Übersetzung | Verlegort                                  | Name, Leben                                       |
| ------------ | --- | ------------------------------------------ | ------------------------------------------------- |
|              | HIER WOHNTE ELISABETH ADLER-DEN HARTOG GEB. 1917 DEPORTIERT 1942 AUS WESTERBORK ERMORDET 28.2.1945 AUSCHWITZ         | Burgstraat 1                               | Elisabeth Adler-Den Hartog (1917–1945)            |
|              | HIER WOHNTE MARIANNE BLOEMENDAL JG. 1920 UNTERGETAUCHT 1942 VERRATEN 16.7.1943 ERMORDET 27.8.1943 AUSCHWITZ          | Burgemeester Gaarlandtstraat 45            | Marianne Bloemendal (1920–1943)                   |
|              | HIER WOHNTE PIETJE BLOEMENDAL- MENDELS JG. 1885 UNTERGETAUCHT 1942 VERRATEN 16.7.1943 ERMORDET 27.8.1943 AUSCHWITZ   | Burgemeester Gaarlandtstraat 45            | Pietje Bloemendal-Mendels (1885–1943)             |
|              | HIER WOHNTE BETJE VAN BUEREN GEB. 1923 DEPORTIERT 1942 AUS WESTERBORK ERMORDET 31.8.1942 AUSCHWITZ                   | Gasthuisstraat 61                          | Betje van Bueren (1923–1942)                      |
|              | HIER WOHNTE HEINTJE VAN BUEREN GEB. 1922 DEPORTIERT 1942 AUS WESTERBORK ERMORDET 31.8.1942 AUSCHWITZ                 | Gasthuisstraat 61                          | Heintje van Bueren (1922–1942)                    |
|              | HIER WOHNTE JUDA VAN BUEREN GEB. 1891 DEPORTIERT 1942 AUS WESTERBORK ERMORDET 31.12.1942 AUSCHWITZ                   | Gasthuisstraat 61                          | Juda van Bueren (1891–1942)                       |
|              | HIER WOHNTE MARIANNE VAN BUEREN-STAD GEB. 1891 DEPORTIERT 1942 AUS WESTERBORK ERMORDET 31.8.1942 AUSCHWITZ           | Gasthuisstraat 61                          | Marianne van Bueren-Stad (1891–1942)              |
|              | HIER WOHNTE JAN BUITEMAN GEB. 1926 VERHAFTET 3.10.1944 ERMORDET 18.11.1944 NEUENGAMME                                | Westwagenstraat 107                        | Jan Buiteman (1926–1944)                          |
|              | HIER WOHNTE BEP BUITEMAN- HUIJSMANS GEB. 1904 VERHAFTET 29.9.1944 ERMORDET 16.1.1944 BUNKERDRAMA VUGHT               | Westwagenstraat 107                        | Bep Buiteman-Huijsmans (1904–1944)                |
|              | HIER WOHNTE ABRAHAM VAN DAM JG. 1885 DEPORTIERT 1942 AUS WESTERBORK ERMORDET 26.10.1942 AUSCHWITZ                    | Nonnenveld 4                               | Abraham van Dam (1885–1942)                       |
|              | HIER WOHNTE BETSY VAN DAM- KLEINKRAMER JG. 1891 DEPORTIERT 1942 AUS WESTERBORK ERMORDET 26.10.1942 AUSCHWITZ         | Nonnenveld 4                               | Betsy van Dam-KLeinkrmaer (1891–1942)             |
|              | HIER WOHNTE BETJE ELKERBOUT- BLOEMENDAL JG. 1916 DEPORTIERT AUS WESTERBORK ERMORDET 30.11.1944 AUSCHWITZ             | Burgemeester Gaarlandtstraat 45            | Betje Elkerbout-Bloemendal (1916–1944)            |
|              | HIER WOHNTE FLORA LOTTE GERBER GEB. 1924 DEPORTIERT 1942 AUS WESTERBORK ERMORDET28.5.1943 SOBIBOR                    | Burgstraat 1                               | Flora Lotte Gerber (1924–1943)                    |
|              | HIER WOHNTE JEANETTE GERBER-LEWI GEB. 1898 DEPORTIERT 1942 AUS WESTERBORK ERMORDET 28.5.1943 SOBIBOR                 | Burgstraat 1                               | Jeanette Gerber-Lewi (1898–1943)                  |
|              | HIER WOHNTE PRINCESSE WILHELMINA SIMONETTA KALKER GEB. 1905 DEPORTIERT 1942 AUS WESTERBORK ERMORDET 2.7.1943 SOBIBOR | Gasthuisstraat 41                          | Princesse Wilhelmina Simonetta Kalker (1905–1943) |
|              | HIER WOHNTE JACOB JOACHIM LEWI GEB. 1887 DEPORTIERT 1942 AUS WESTERBORK ERMORDET 21.5.1943 SOBIBOR                   | Burgstraat 1                               | Jacob Joachim Lewi (1887–1943)                    |
|              | HIER WOHNTE PAULA LEWI GEB. 1889 DEPORTIERT 1942 AUS WESTERBORK ERMORDET 21.5.1943 SOBIBOR                           | Burgstraat 1                               | Paula Lewi (1889–1943)                            |
|              | HIER WOHNTE BENJAMIN MEIJER GEB. 1898 DEPORTIERT 1943 AUS WESTERBORK ERMORDET 21.5.1943 SOBIBOR                      | Kortendijk 20                              | Benjamin Meijer (1898–1943)                       |
|              | HIER WOHNTE JACOB MEIJER GEB. 1874 DEPORTIERT 1943 AUS WESTERBORK ERMORDET 5.3.1943 SOBIBOR                          | Kortendijk 20                              | Jacob Meijer (1874–1943)                          |
|              | HIER WOHNTE JACQUES ELEAZAR MEIJER GEB. 1901 DEPORTIERT 1943 AUS WESTERBORK ERMORDET 31.3.1944 MITTELEUROPA          | Kortendijk 20                              | Jacques Eleazar Meijer (1901–1944)                |
|              | HIER WOHNTE HULDA MEIJER-HES GEB. 1901 DEPORTIERT 1943 AUS WESTERBORK ERMORDET 21.5.1943 SOBIBOR                     | Kortendijk 20                              | Hulda Meijer-Hes (1901–1943)                      |
|              | HIER WOHNTE BETJE MEIJER- VAN VRIESLAND GEB. 1870 DEPORTIERT 1943 AUS WESTERBORK ERMORDET 23.2.1943 WESTERBORK       | Kortendijk 20                              | Betje Meijer-van Vriesland (1870–1943)            |
|              | HIER WOHNTE ISRAEL HARRY NORT GEB. 1931 FLUCHT IN DEN TOD 16.5.1940                                                  | Gasthuisstraat 13                          | Israel Harry Nort (1931–1940)                     |
|              | HIER WOHNTE IZAK NORT GEB. 1926 FLUCHT IN DEN TOD 16.5.1940                                                          | Gasthuisstraat 13                          | Izak Nort (1926–1940)                             |
|              | HIER WOHNTE MEIJER NORT GEB. 1893 FLUCHT IN DEN TOD 16.5.1940                                                        | Gasthuisstraat 13                          | Meijer Nort (1893–1940)                           |
|              | HIER WOHNTE PHILIP NORT GEB. 1928 FLUCHT IN DEN TOD 16.5.1940                                                        | Gasthuisstraat 13                          | Meijer Nort (1928–1940)                           |
|              | HIER WOHNTE BETSIE NORT-WIJZENBEEK GEB. 1900 FLUCHT IN DEN TOD 16.5.1940                                             | Gasthuisstraat 13                          | Betsie Nort-Wijzenbeek (1900–1940)                |
|              | HIER WOHNTE JULIUS MANNAS POLAK GEB. 1934 DEPORTIERT AUS WESTERBORK ERMORDET 26.10.1942 AUSCHWITZ                    | Langedijk 76                               | Julius Mannas Polak (1934–1942)                   |
|              | HIER WOHNTE MAX SIEGFRIED POLAK GEB. 1925 DEPORTIERT AUS WESTERBORK ERMORDET 31.3.1944 MITTELEUROPA                  | Langedijk 76                               | Max Siegfried Polak (1925–1944)                   |
|              | HIER WOHNTE NICO JULIUS POLAK GEB. 1927 DEPORTIERT AUS WESTERBORK ERMORDET 31.3.1944 MITTELEUROPA                    | Langedijk 76                               | Nico Julius Polak (1927–1944)                     |
|              | HIER WOHNTE PHILIP POLAK GEB. 1879 DEPORTIERT 1942 AUS WESTERBORK ERMORDET 26.10.1942 AUSCHWITZ                      | Kortendijk 14                              | Philip Polak (1879–1942)                          |
|              | HIER WOHNTE SALOMON ISIDORE POLAK GEB. 1894 DEPORTIERT AUS WESTERBORK ERMORDET 31.3.1944 MITTELEUROPA                | Langedijk 76                               | Salomon Isidore Polak (1894–1944)                 |
|              | HIER WOHNTE FREDERIKA BETSIE POLAK-POLAK GEB. 1893 DEPORTIERT 1942 AUS WESTERBORK ERMORDET 26.10.1942 AUSCHWITZ      | Langedijk 76                               | Frederika Betsie Polak-Polak                      |
|              | HIER WOHNTE MOZES ALEXANDER VAN DER STAAL GEB. 1910 DEPORTIERT AUS WESTERBORK ERMORDET 30.4.1943 AUSCHWITZ           | Tolsteeg 13                                | Mozes Alexander van der Staal (1910–1943)         |
|              | HIER WOHNTE MOZES VAN STRATEN GEB. 1875 DEPORTIERT 1942 AUS WESTERBORK ERMORDET 26.10.1942 AUSCHWITZ                 | Kortendijk 14                              | Mozes van Straten (1875–1942)                     |
|              | HIER WOHNTE SARA FROUKE VAN STRATEN GEB. 1915 DEPORTIERT 1943 AUS WESTERBORK ERMORDET 4.6.1943 SOBIBOR               | Kortendijk 14                              | Sara Frouke van Straten (1915–1943)               |
|              | HIER WOHNTE MARIANNA VAN STRATEN-POLAK GEB. 1876 DEPORTIERT 1942 AUS WESTERBORK ERMORDET 26.10.1942 AUSCHWITZ        | Kortendijk 14                              | Marianna van Straten-Polak (1876–1942)            |
|              | HIER WOHNTE EMANUEL VOS GEB. 1931 DEPORTIERT 1942 AUS WESTERBORK ERMORDET 3.12.1942 AUSCHWITZ                        | Kalkhaven 46                               | Emanuel Vos (1931–1942)                           |
|              | HIER WOHNTE PHILIP VOS GEB. 1901 DEPORTIERT AUS WESTERBORK ERMORDET 31.3.1944 MITTELEUROPA                           | Kalkhaven 46                               | Philip Vos (1901–1944)                            |
|              | HIER WOHNTE PHILIP JACQUES VOS GEB. 1935 DEPORTIERT 1942 AUS WESTERBORK ERMORDET 3.12.1942 AUSCHWITZ                 | Kalkhaven 46                               | Philip Jacques Vos (1935–1942)                    |
|              | HIER WOHNTE REINA MATHILDA VOS-VAN VRIESLAND GEB. 1908 DEPORTIERT 1942 AUS WESTERBORK ERMORDET 3.12.1942 AUSCHWITZ   | Kalkhaven 46                               | Reina Mathilda Vos-van Vriesland (1908–1942)      |
|              | HIER WOHNTE ESTHER VAN VRIESLAND GEB. 1928 DEPORTIERT 1942 AUS WESTERBORK ERMORDET 5.10.1942 AUSCHWITZ               | Kalkhaven 53 auf der Lombardstraat liegend | Esther van Vriesland (1928–1942)                  |
|              | HIER WOHNTE JACQUES PHILIP VAN VRIESLAND GEB. 1891 DEPORTIERT 1942 AUS WESTERBORK ERMORDET 31.3.1943 SCHOPPINITZ     | Kalkhaven 53 auf der Lombardstraat liegend | Jacques Philip van Vriesland (1891–1943)          |
|              | HIER WOHNTE SAARTJE VAN VRIESLAND GEB. 1923 DEPORTIERT 1942 AUS WESTERBORK ERMORDET 5.10.1942 AUSCHWITZ              | Kalkhaven 53 auf der Lombardstraat liegend | Saartje van Vriesland (1923–1942)                 |
|              | HIER WOHNTE SIMON PHILIP VAN VRIESLAND GEB. 1924 DEPORTIERT 1942 AUS WESTERBORK ERMORDET 31.10.1943 SCHOPPINITZ      | Kalkhaven 53 auf der Lombardstraat liegend | Simon Philip van Vriesland (1924–1943)            |
|              | HIER WOHNTE SIENTJE VAN VRIESLAND- KLEINKRAMER GEB. 1895 DEPORTIERT 1942 AUS WESTERBORK ERMORDET 5.10.1942 AUSCHWITZ | Kalkhaven 53 auf der Lombardstraat liegend | Sientje van Vriesland-KLeinkramer (1895–1942)     |

## Verlegedaten
- 1. Dezember 2016: Kortendijk
- 27. Juni 2017: Burgstraat 1, Gasthuisstraat
- 16. April 2019: Kalkhaven 53, Langedijk 76, Nonnenveld 4, Tolsteeg 13[14]
- 30. April 2020: Westwagenstraat[15]
- 5. Oktober 2021: Kalkhaven 46